# Thomas Peterson

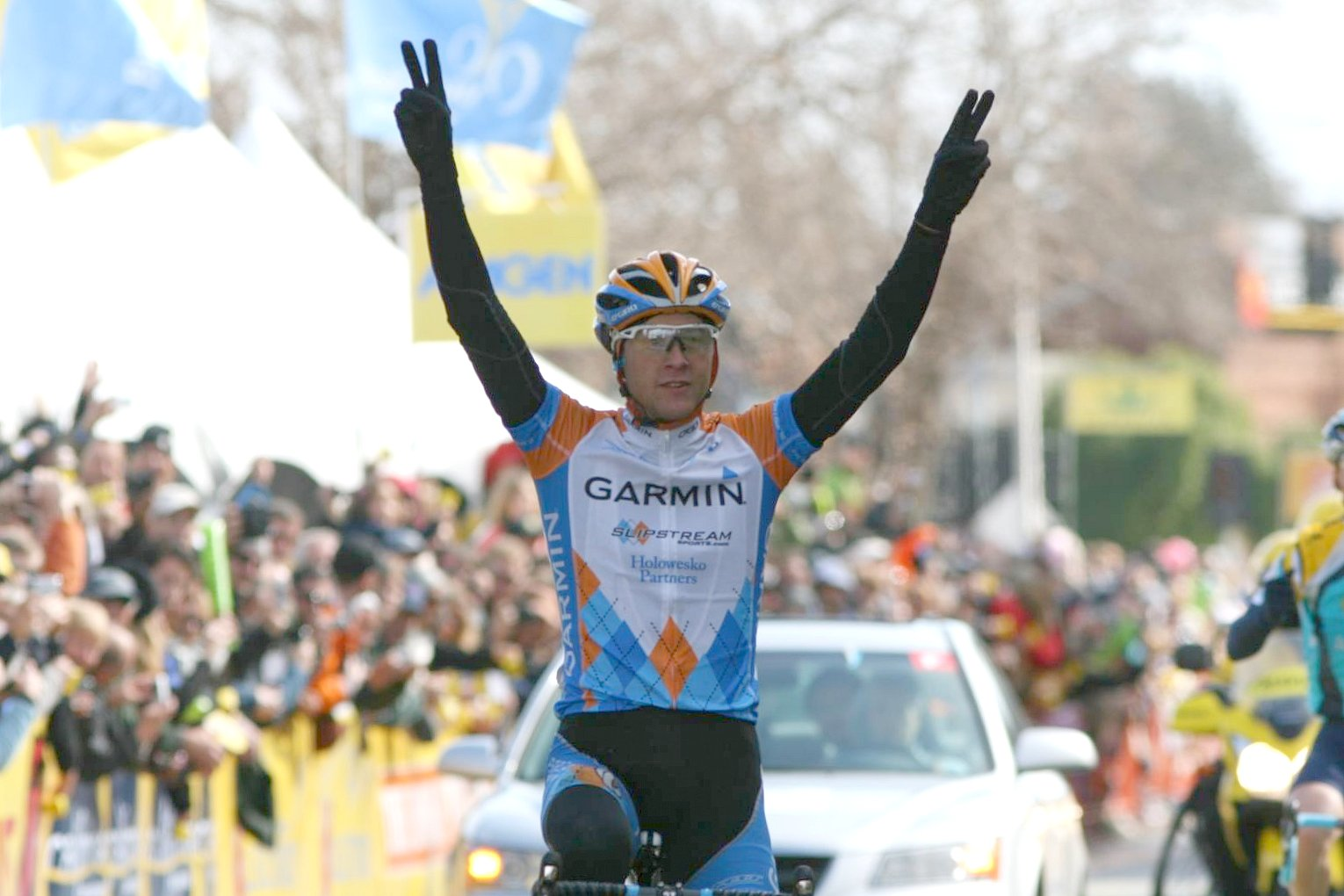
Thomas Peterson bei der Kalifornien-Rundfahrt 2009

Thomas Peterson (* 24. Dezember 1986) ist ein ehemaliger US-amerikanischer Radrennfahrer.

## Karriere
Thomas Peterson begann seine Karriere 2006 bei dem US-amerikanischen Continental Team TIAA-CREF. Bei der Kalifornien-Rundfahrt im Februar gewann er die Nachwuchswertung vor Taylor Tolleson und Craig Lewis. Beim U23-Straßenrennen der UCI-Straßen-Weltmeisterschaften 2006 in Salzburg belegte er den 41. Platz. Im Februar 2008 belegte er bei der Kalifornien-Rundfahrt den elften Platz in der Gesamtwertung. Bei der Austragung des Jahres 2009 gewann Peterson eine Etappe im Zweiersprint vor Levi Leipheimer. Sein bestes Ergebnis in der Gesamtwertung eines wichtigen Etappenrennens erreichte er als Vierter der Türkei-Rundfahrt 2011, einem Rennen hors categorie. Nach der Saison 2014 beendete er seine Karriere, da er nach eigenen Angaben keine ausreichende Motivation für den Profisport mehr hatte.

## Erfolge
2009
- eine Etappe Kalifornien-Rundfahrt

## Grand-Tour-Platzierungen
| Grand Tour            | 2010 | 2011 | 2012 | 2013 | 2014 |
| --------------------- | ---- | ---- | ---- | ---- | ---- |
| Giro d’ItaliaGiro     | –    | 89   | –    | –    | –    |
| Tour de FranceTour    | –    | –    | –    | –    | –    |
| Vuelta a EspañaVuelta | 27   | –    | 115  | 116  | –    |

## Teams
- 2006 TIAA-CREF
- 2007 Slipstream-Chipotle
- 2008 Garmin-Chipotle
- 2009 Garmin-Slipstream
- 2010 Garmin-Transitions
- 2011 Team Garmin-Cervélo
- 2012 Garmin-Sharp
- 2013 Team Argos-Shimano
- 2014 Team Giant-Shimano